# Abenteuerliche Geschichten
Abenteuerliche Geschichten (Weiterer Titel: Paul Klinger erzählt) ist eine in Schwarz-Weiß produzierte Fernsehreihe des ZDF, die 1964 und 1965 ausgestrahlt wurde. Paul Klinger spricht zu Beginn jeder Episode eine kurze Einführung.

## Handlung
In der Reihe Abenteuerliche Geschichten werden in abgeschlossenen Episoden spannende Erzählungen filmisch in Szene gesetzt. Die Erzählungen spielen an den verschiedensten Orten der Erde. Beispielsweise wird ein Mann, der sich für einen Versager hält, durch ein Erlebnis im südamerikanischen Dschungel zum Helden, planen vier Häftlinge ihren Ausbruch von einer Sträflingsinsel und erlangt ein kleines Feuerzeug während des Koreakriegs entscheidende Bedeutung für den Erfolg zweier Goldsucher.
Paul Klinger versieht jede Folge mit einer kurzen Einleitung.

## Schauspieler und Rollen
| Schauspieler        | Rolle                                       | Episoden |
| ------------------- | ------------------------------------------- | -------- |
| Paul Klinger        | Erzähler                                    | 13       |
| Wolfgang Völz       | Sergeant Ben / Stan Murphy                  | 2        |
| Wolfram Schaerf     | Dr. Pool / Klaus Baumann                    | 2        |
| Conny Palme         | Paolo „Pepe“ Stefani / Unteroffizier Müller | 2        |
| Claus Wilcke        | Corporal Pedro Gonzalez / Jim Bender        | 2        |
| Harald Dietl        | George B. Matthew / Henry Burkhard          | 2        |
| Herbert Knippenberg | Kapitän Georg Burkhard / Paul Graham        | 2        |
| Anneliese Würtz     | Mutter Keltermann / Ehefrau                 | 2        |
| Biggi Freyer        | Inez / Monika Schulte                       | 2        |
| Hans Walter Clasen  | Miguel Peheira / Rodriguez                  | 2        |
| Benno Gellenbeck    | Bootsmann / Kapitän                         | 2        |
| Joachim Rake        | Captain Shilter / Hochwürden                | 2        |
| Rolf Marnitz        | Steward Stribonski / Swenson                | 2        |
| Benno Hoffmann      | Miguel Paheira                              | 1        |
| Paul Gerhard Klose  | Der Hamburger                               | 1        |
| Hans-Albert Martens | Paul Sanders                                | 1        |
| Brigitte Mira       | Frau Sanders                                | 1        |
| Barbara Mundt       | Helga Sanders                               | 1        |
| Zeev Berlinsky      | Indio                                       | 1        |
| Thomas Danneberg    | Werner Grüneberg                            | 1        |

## Episoden
| Folge | Titel                      | Ausstrahlung      |
| ----- | -------------------------- | ----------------- |
| 1     | Die Dschungelnacht         | 16. November 1964 |
| 2     | Das Feuerzeug              | 23. November 1964 |
| 3     | Ein kleines Helles, bitte! | 30. November 1964 |
| 4     | Die verschollene Mine      | 7. Dezember 1964  |
| 5     | Flucht in den Tod          | 14. Dezember 1964 |
| 6     | Das Pilzgericht            | 21. Dezember 1964 |
| 7     | Feuerwasser                | 28. Dezember 1964 |
| 8     | Die Schachpartie           | 4. Januar 1965    |
| 9     | Das zweite Gesicht         | 11. Januar 1965   |
| 10    | Haie                       | 18. Januar 1965   |
| 11    | Der Sohn des Präsidenten   | 25. Januar 1965   |
| 12    | Das Medaillon              | 1. Februar 1965   |
| 13    | Mann über Bord             | 8. Februar 1965   |

## DVD-Veröffentlichung
Die Serie wurde am 18. November 2016 in einer Box mit 11 Episoden von Pidax veröffentlicht. Es fehlen die Episoden „Feuerwasser“ und „Der Sohn des Präsidenten“.